# Sphegocephala
Sphegocephala is een geslacht van vliesvleugelige insecten van de familie Halictidae.

## Soorten
- S. angavokeliensis Pauly, 1991
- S. castaneiceps (Benoist, 1964)
- S. hieracii Pauly, 2001
- S. philanthoides Saussure, 1890
- S. rugosa Pauly, 1991
- S. umbrina Benoist, 1962